# Tènia de la vaca
La tènia de la vaca (Taenia saginata) és una espècie de platihelmint paràsit de la classe Cestoda, la forma adulta de la qual viu en les primeres porcions de l'intestí prim de l'ésser humà. Normalment mesuren entre 2 i 5 metres de longitud, tot i que poden arribar fins als 10 metres. La tènia de la vaca, juntament amb la Taenia solium, és una de les espècies conegudes genèricament com a solitària, car normalment només es troba un sol cuc en l'intestí de la persona infectada, produint una malaltia anomenada teniosi. La seva fase larvària es troba en la vaca, en la qual produeix una infestació generalment asimptomàtica, localitzada en la musculatura de l'animal.

## Morfofisiologia
De la mateixa manera que tots els cestodes, la forma adulta és un cuc segmentat que neix de l'escòlex o cap, que és fixa a l'hoste a través de 4 poderoses ventoses, ja que, a diferència de Taenia solium, no té ganxos.

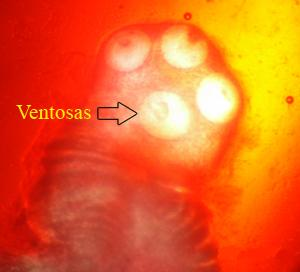
Escòlex d'una tènia saginata.

L'escòlex segueix la porció germinal o coll, a partir del qual es desenvolupa a l'estròbil o cadena de proglotis, nom amb què es designa a cada un dels segments que la formen. A mesura que aquests proglotis s'allunyen de l'escòlex es desenvolupen en cada un d'ells ambdós aparells genitals, el masculí i el femení, ja que els individus són hermafrodites. Després l'autofecundació l'aparell genital masculí s'atrofia i es desenvolupen els ous o embriòfors dins de l'úter, que ocupa pràcticament tot l'interior dels proglotis, els que, desprenent-se de l'estròbil en petites cadenes, surten a l'exterior junt amb la femta de l'hoste o a través de la seva pròpia acció motriu, la qual cosa els permet a travessar l'esfínter anal, característica que no té Taenia solium, a més de ser més curta i prima. D'aquesta manera, els segments de la tènia solen ser vistos en la matèria fecal, o apareixen adherits en la roba interior.